# Nindokai

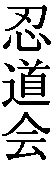
Nin Do Kai (Kanji)

Il nindokai è un sistema di autodifesa che deriva dalle arti marziali del Giappone e di altri paesi. 
La parola Nindokai consiste di tre caratteri giapponesi (kanji[漢字]): Nin = cuore resistente; Do = cammino e Kai = scuola. Per questo Nindokai si potrebbe tradurre nella seguente maniera: la scuola in cui si insegna il cammino del cuore tenace.
Il Nindokai aiuta a terminare una lotta, a rispondere a un vero e proprio attacco o preferibilmente a evitarlo, permettendo così di sopravvivere: il tutto in modo semplice, veloce ed effettivo correndo il minor rischio possibile.
Venne creato in Germania nel 1990 da Gerhard Schönberger e da allora è stato continuamente adattato alle necessità del XXI secolo; ha avuto buoni riscontri specialmente presso la polizia e imprese di sicurezza.

## Descrizione e caratteristiche
Il Nindokai non è né uno sport marziale né un'arte marziale in senso tradizionale, ma piuttosto un metodo di autodifesa. Gli sport marziali come lo Jūdō si orientano principalmente alla gara di combattimento e in tal senso sono fortemente regolamentati così che chi li pratica si limita all'uso di tecniche che riducono il rischio di lesioni. Molte arti marziali, d'altro canto, si dedicano a coltivare le tecniche tradizionali dell'epoca dei samurai che, naturalmente, non possono venire semplicemente adattate al giorno d'oggi. Questa critica fondamentale si trova inoltre nell'idea del Jeet Kune Do di Bruce Lee.
Ad ogni modo le radici di Nindokai si trovano chiaramente nelle arti marziali giapponesi. Da qui derivano infatti, accanto a molte tecniche di base (posizione del corpo, rotolamenti, cadute, evasione), anche le forme di cortesia durante l'addestramento (rispetto, cortesia, etichetta). Altre influenze vengono dal combattimento militare corpo a corpo (CQB), dal Ju-Jutsu, dal Aikidō così come dai servizi di guardie del corpo. Ci si addestra non solo nell'uso di tecniche senz'armi (Tai Jutsu), ma anche nella lotta con e contro armi, giacché un combattimento reale di solito si svolge con un qualche tipo di arma.
Dopo un addestramento di base, si porta l'allievo ad applicare gradualmente in modo istintivo e conseguente i metodi ed i principî insegnati. Ogni allievo impara così un sistema di autodifesa ottimale, conforme alla sua costituzione personale.